# Daijō-daijin
Le daijō-daijin (太政大臣), titre créé en 671, est le ministre des Affaires suprêmes, ou Premier ministre au Japon, qui dirige le daijō-kan. Dès le XIIe siècle toutefois, ce titre n'est plus qu'honorifique et ne confère aucun pouvoir. 

## Histoire
Le prince Ōtomo, fils favori de l'empereur Tenji, est le premier auquel est accordé le titre de daijō-daijin durant le règne de son père. Le code Asuka Kiyomihara de 689 marque la première apparition des daijō-daijin dans le cadre d'un organe administratif central composé de trois ministres : le daijō-daijin (chancelier), le sadaijin (ministre de la Gauche) et l'udaijin (ministre de la Droite). Ces postes sont renforcés par le code de Taihō en 702.
Le chancelier préside le Grand Conseil d'État et contrôle les agents de l'État, en particulier les sadaijin et les udaijin, ainsi que quatre grands conseillers et trois conseillers mineurs. Les ministres à leur tour contrôlent d'autres éléments du gouvernement.
Tandis que le clan Fujiwara — qui domine les régents — gagne de l'influence, les postes officiels du gouvernement perdent du pouvoir. Au Xe siècle, les chanceliers n'ont pas le droit de s'exprimer à moins qu'ils ne soient simultanément régents ou alors soutenus par les Fujiwara. Bien que la position perdure nominalement jusqu'en 1885, au début du XIIe siècle le poste est essentiellement sans pouvoir et souvent vacant pendant de longues périodes. Le véritable et important pouvoir administratif sur le gouvernement est en d'autres mains.
Cette fonction de premier plan est brièvement ressuscitée par la constitution Meiji avec la nomination de Sanjō Sanetomi en 1871 avant d'être définitivement abolie en 1885.

## Époque de Nara
- 703-705 : prince Osakabe (刑部親王) (?-705), chi-daijō-kanji (知太政官事)
- 705-715 : prince Hozumi (穂積親王) (?-715), chi-daijō-kanji (知太政官事)
- 720-735 : prince Toneri (舎人親王) (676-735), chi-daijō-kanji (知太政官事)
- 737-745 : prince Suzuka (鈴鹿王) (?-745), chi-daijō-kanji (知太政官事)
- 760-764 : Emi no Oshikatsu (恵美押勝) (Fujiwara no Nakamaro) (藤原仲麻呂) (706-764), taishi (太師)
- 765-766 : Dōkyō (道鏡) (700 ?-772)

## Époque de Heian
- 857-872 : Fujiwara no Yoshifusa (藤原良房) (804-872), chūjin-kō (忠仁公)[6]
- 880-891 : Fujiwara no Mototsune (藤原基経) (836-891), shōsen-kō (昭宣公)
- 936-949 : Fujiwara no Tadahira (藤原忠平) (880-949), teishin-kō (貞信公)
- 967-970 : Fujiwara no Saneyori (藤原実頼) (900-970), seishin-kō (清慎公)
- 971-972 : Fujiwara no Koretada (藤原伊尹) (924-972), kentoku-kō (謙徳公)
- 974-977 : Fujiwara no Kanemichi (藤原兼通) (925-977), chūgi-kō (忠義公)[7]
- 978-989 : Fujiwara no Yoritada (藤原頼忠) (924-989), rengi-kō (廉義公)
- 990 : Fujiwara no Kaneie (藤原兼家) (929-990)
- 991-992 : Fujiwara no Tamemitsu (藤原為光) (942-992), kōtoku-kō (恒徳公)
- 1017-1018 : Fujiwara no Michinaga (藤原道長) (966-1028)
- 1021-1029 : Fujiwara no Kinsue (藤原公季) (957-1029), jingi-kō (仁義公)
- 1061-1062 : Fujiwara no Yorimichi (藤原頼通) (992-1074)
- 1070-1071 : Fujiwara no Norimichi (藤原教通) (996-1075)
- 1080-1089 : Fujiwara no Nobunaga (藤原信長) (1022-1094)
- 1112-1113 : Fujiwara no Tadazane (藤原忠実) (1079-1162)
- 1122-1124 : Minamoto no Masazane (源雅実) (1059-1127)
- 1129 : Fujiwara no Tadamichi (藤原忠通) (1097-1164)
- 1149-1150 : Fujiwara no Tadamichi (藤原忠通) (1097-1164)
- 1150-1157 : Fujiwara no Saneyuki (藤原実行) (1080-1162), famille Sanjō (三条家)
- 1157-1160 : Fujiwara no Munesuke (藤原宗輔) (1077-1162), 2e fils de Fujiwara no Munetoshi
- 1160-1165 : Fujiwara no Koremichi (藤原伊通) (1093-1165), 2e fils de Fujiwara no Munemichi
- 1167 : Taira no Kiyomori (平清盛) (1118-1181)
- 1168-1170 : Fujiwara no Tadamasa (藤原忠雅) (1124-1193), famille Kazan'in (花山院家)
- 1170-1171 : Fujiwara no Motofusa (藤原基房) (1145-1231), famille Matsudono (松殿家)
- 1177-1179 : Fujiwara no Moronaga (藤原師長) (1138-1192), 2e fils de Fujiwara no Yorinaga
- 1189-1190 : Fujiwara no Kanezane (藤原兼実) (1149-1207), famille Kujō (九条家)
- 1191-1196 : Fujiwara no Kanefusa (藤原兼房) (1153-1217)

## Époque de Kamakura
- 1199-1204 : Fujiwara no Yorizane (藤原頼実) (1155-1225), famille Ōimikado (大炊御門家)
- 1205-1206 : Fujiwara no Yoshitsune (藤原良経) (1169-1206), famille Kujō (九条家)
- 1218-1221 : Fujiwara no Kinfusa (藤原公房) (1179-1249), famille Sanjō (三条家)
- 1221 : Fujiwara no Michiie (藤原道家) (1193-1252), famille Kujō (九条家)
- 1221 : Fujiwara no Kinfusa (藤原公房) (1179-1249), famille Sanjō (三条家)
- 1221 : Fujiwara no Iezane (藤原家実) (1179-1243), famille Konoe (近衛家)[8]
- 1222-1223 : Fujiwara no Kintsune (藤原公経) (1171-1244), famille Saionji (西園寺家)
- 1238-1239 : Fujiwara no Yoshihira (藤原良平) (1184-1240), famille Kujō (九条家)
- 1241-1242 : Fujiwara no Kanetsune (藤原兼経) (1210-1259), famille Konoe (近衛家)
- 1246-1247 : Fujiwara no Saneuji (藤原実氏) (1194-1269), famille Saionji (西園寺家)
- 1247-1248 : Minamoto no Michimitsu (源通光) (1187-1248), famille Koga (久我家), 3e fils de Minamoto no Michichika
- 1252-1253 : Fujiwara no Kanehira (藤原兼平) (1228-1294), famille Takatsukasa (鷹司家), 4e fils de Fujiwara no Iezane
- 1253-1254 : Fujiwara no Sanemoto (藤原実基) (1201-1273), famille Tokudaiji (徳大寺家)
- 1262 : Fujiwara no Kinsuke (藤原公相) (1223-1267), famille Saionji (西園寺家)
- 1275-1276 : Fujiwara no Michimasa (藤原通雅) (1233-1276), famille Kazan'in (花山院家)
- 1277 : Fujiwara no Kanehira (藤原兼平) (1228-1294), famille Takatsukasa (鷹司家)
- 1285-1287 : Fujiwara no Mototada (藤原基忠) (1247-1313), famille Takatsukasa (鷹司家)
- 1289-1290 : Minamoto no Mototomo (源基具) (1230-1297), famille Horikawa (堀川家)
- 1292-1293 : Fujiwara no Sanekane (藤原実兼) (1249-1322), famille Saionji (西園寺家)
- 1299 : Fujiwara no Kinmori (藤原公守) (1249-1317), famille Tōin (洞院家)
- 1299-1300 : Fujiwara no Kanemoto (藤原兼基) (1268-1334), famille Nijō (二条家)
- 1301-1302 : Minamoto no Sadazane (源定実) (1240-1306), famille Tsuchimikado (土御門家)
- 1302-1304 : Fujiwara no Kintaka (藤原公孝) (1253-1305), famille Tokudaiji (徳大寺家)
- 1307-1309 : Fujiwara no Saneie (藤原実家) (1250-1314), famille Ichijō (一条家)
- 1309-1311 : Fujiwara no Nobutsugu (藤原信嗣) (1236-1311), famille Ōimikado (大炊御門家)
- 1311 : Fujiwara no Fuyuhira (藤原冬平) (1275-1327), famille Takatsukasa (鷹司家)
- 1318-1319 : Fujiwara no Saneshige (藤原実重) (1259-1329), famille Sanjō (三条家)
- 1319-1323 : Minamoto no Michio (源通雄) (1257-1329), famille Koga (久我家)
- 1323-1327 : Fujiwara no Fuyuhira (藤原冬平) (1275-1327), famille Takatsukasa (鷹司家)
- 1332-1333 : Fujiwara no Kanesue (藤原兼季) (1281-1339), famille Imadegawa (今出川家), 4e fils de Fujiwara no Sanekane

## Époque de Muromachi
- 1341-1342 : Minamoto no Nagamichi (源長通) (1280-1353), famille Koga (久我家)
- 1348-1350 : Fujiwara no Kinkata (藤原公賢) (1291-1360), famille Tōin (洞院家)
- 1366-1368 : Minamoto no Michisuke (源通相) (1326-1371), famille Koga (久我家)
- 1381-1387 : Fujiwara no Yoshimoto (藤原良基) (1320-1388), famille Nijō (二条家)[9]
- 1394 : Fujiwara no Sanetoki (藤原実時) (1338-1404), famille Tokudaiji (徳大寺家)
- 1395 : Ashikaga Yoshimitsu (足利義満) (1358-1408)
- 1395-1396 : Minamoto no Tomomichi (源具通) (1342-1397), famille Koga (久我家)
- 1402-1407 : Fujiwara no Sanefuyu (藤原実冬) (1354-1411), famille Sanjō (三条家)
- 1420 : Fujiwara no Kintoshi (藤原公俊) (1371-1428), famille Tokudaiji (徳大寺家)
- 1432-1433 : Fujiwara no Mochimoto (藤原持基) (1390-1445), famille Nijō (二条家)
- 1446-1450 : Fujiwara no Kaneyoshi (藤原兼良) (1402-1480), famille Ichijō (一条家)
- 1452-1453 : Minamoto no Kiyomichi (源清通) (1393-1453), famille Koga (久我家)
- 1455-1457 : Fujiwara no Kinna (藤原公名) (1410-1468), famille Saionji (西園寺家)
- 1458-1460 : Fujiwara no Mochimichi (藤原持通) (1416-1493), famille Nijō (二条家)
- 1462-1463 : Fujiwara no Fusatsugu (藤原房嗣) (1402-1488), famille Kujō (近衛家)
- 1481-1482 : Minamoto no Michihiro (源通博) (1426-1482), famille Koga (久我家)
- 1485 : Fujiwara no Masahira (藤原政平) (1445-1517), famille Takatsukasa (鷹司家)
- 1488-1490 : Fujiwara no Masaie (藤原政家) (1444-1505), famille Konoe (近衛家)
- 1493-1497 : Fujiwara no Fuyuyoshi (藤原冬良) (1464-1514), famille Ichijō (一条家)
- 1510-1511 : Fujiwara no Saneatsu (藤原実淳) (1445-1533), famille Tokudaiji (徳大寺家)
- 1514-1517 : Fujiwara no Hisamichi (藤原尚通) (1472-1544), famille Konoe (近衛家)
- 1518-1521 : Fujiwara no Masanaga (藤原政長) (1451-1525), famille Kazan'in (花山院家)
- 1535-1536 : Fujiwara no Saneka (藤原実香) (1469-1558), famille Sanjō (三条家)
- 1538-1542 : Fujiwara no Taneie (藤原稙家) (1503-1566), famille Kujō (近衛家)

## Époque Azuchi Momoyama
- 1578 : Taira no Nobunaga (平氏稙信長) (1534-1582), famille Oda (織田信長)
- 1582 : Fujiwara no Sakihisa (藤原前久) (1536-1612), famille Konoe (近衛家)
- 1587-1598 : Toyotomi Hideyoshi (豊臣秀吉) (1537-1598)

## Époque d'Edo
- 1616 : Tokugawa Ieyasu (徳川家康) (1543-1616)
- 1709-1710 : Fujiwara no Motohiro (藤原基熙) (1648-1722), famille Konoe (近衛家)
- 1711 : Fujiwara no Iehiro (藤原家熙) (1667-1736), famille Konoe (近衛家)
- 1733-1734 : Fujiwara no Iehisa (藤原家久) (1687-1737), famille Konoe (近衛家)
- 1746-1751 : Fujiwara no Kaneka (藤原兼香) (1693-1751), famille Ichijō (一条家)
- 1768-1770 : Fujiwara no Uchisaki (藤原内前) (1728-1785), famille Konoe (近衛家)
- 1771-1778 : Fujiwara no Uchisaki (藤原内前) (1728-1785), famille Konoe (近衛家)
- 1781 : Fujiwara no Naozane (藤原尚実) (1717-1787), famille Kujō (九条家)
- 1842-1848 : Fujiwara no Masamichi (藤原政通) (1789-1868), famille Takatsukasa (鷹司家)

## Ère Meiji
- 1871-1885 : Sanjō Sanetomi (三条実美) (1837-1891)